# Thomas Keller (universitaire)
Vous pouvez aider à l'améliorer ou bien discuter des problèmes sur sa page de discussion.
- Il ne s’appuie pas, ou pas assez, sur des sources secondaires ou tertiaires. (Marqué depuis mars 2018)
- Sa forme n’est pas encyclopédique et ressemble trop à un curriculum vitæ. Modifiez le texte pour aider à le transformer en article neutre. (Marqué depuis mars 2018)

- Archive Wikiwix
- Bing
- Cairn
- DuckDuckGo
- E. Universalis
- Gallica
- Google
- G. Books
- G. News
- G. Scholar
- Persée
- Qwant
- (zh) Baidu
- (ru) Yandex
- (wd) trouver des œuvres sur Wikidata

Pour les articles homonymes, voir Thomas Keller et Keller.
Thomas Keller, né le 28 mai 1954 à Osnabrück (Allemagne) est un spécialiste réputé des relations culturelles franco-allemandes. Le professeur émérite (Aix-Marseille Université) est connu pour ses recherches sur les transmissions du savoir entre la France et l'Allemagne et la fondation et direction de cursus intégrés franco-allemands et de groupes de recherche transfrontaliers.

## Éléments de biographie
Thomas Keller a fait ses études à Mayence, Berlin et Aix-en-Provence. Il a obtenu le doctorat avec une déconstruction du Nachsommer d'Adalbert Stifter à l'Université libre de Berlin et a soutenu une deuxième thèse sur le conservatisme alternatif des Verts à l'Université de Strasbourg. Après son habilitation à diriger des recherches sur les Troisièmes voies franco-allemandes de l'Entre-deux-guerres à Strasbourg il a décrypté les processus de transmissions dans les vies et (auto-)biographies franco-allemandes, les discours ethnologiques et anthropologiques et les lieux de mémoire partagés. Il a forgé le concept du tiers transculturel composé d'éléments vivants et de choses.
Thomas Keller était chargé de cours (1980/1981) à Berlin, lecteur à Strasbourg, maître de conférences à Limoges et Strasbourg et professeur à Aix-en-Provence(1999-2014). Il est émérite depuis 2015.
Thomas Keller a dirigé l'association de recherche EUCOR "Interculturalité en Théorie et en pratique" (Strasbourg-Friburg-Bâle, Mulhouse-Karlsruhe), il était co-responsable du projet PROCOPE Discours ethnologiques et anthropologiques entre la France et l'Allemagne (Strasbourg-Paris-Friburg). À Aix-en-Provence, il a, en partenariat avec l'Université de Tübingen, fondé le cursus intégré "Aire Interculturelle Franco-Allemande", et le collège doctoral "Cultures de conflit/Conflits de cultures". Il était responsable du groupe de recherche ECHANGES (Aix-en-Provence). Il était professeur invité à l'Université de Karlsruhe et à l'Université de Tübingen. Le collège doctoral "Freunde, Gönner, Getreue" (Université Friburg) l'a accueilli comme fellow.

## Prix
Le ministère de l'Enseignement supérieur et de la recherche et la Fondation Humboldt ont décerné à Thomas Keller le Prix Gay-Lussac Humboldt pour ses recherches sur la transculturalité.

## Ouvrages publiés
Sélection non exhaustive.
- Die Schrift in Stifters ‘Nachsommer’. Buchstäblichkeit und Bildlichkeit des Romantextes, Éditions Böhlau, Cologne-Vienne 1982 (böhlau forum litterarum 12).
- Les Verts allemands. Un conservatisme alternatif, Paris, L’Harmattan 1993.  (ISBN 2-7384-1768-X)
- Deutsch-französische Dritte-Weg-Diskurse, Personalistische Intellektuellendebatten der Zwischenkriegszeit, Éditions Fink, Munich, 2001.  (ISBN 978-3770535040)
- Leben und Geschichte. Anthropologische und ethnologische Diskurse der Zwischenkriegszeit avec Wolfgang Eßbach, Éditions Fink, Munich, 2006.  (ISBN 978-3-7705-4021-1)
- Lebensgeschichten, Exil, Migration avec Freddy Raphaël, Berliner Wissenschaftsverlag Arno Spitz, Berlin, 2006.  (ISBN 978-3-8305-1187-8)
- Lieux de migration/lieux de mémoire franco-allemands, Cahiers d’Études Germaniques no 53, 2/2007.
- ’Vrais’ et ‚faux’ médiateurs. La connaissance des lieux et ses équivoques, Cahiers d’Études Germaniques No 60, 1/2011.
- Culture et violence. La Première Guerre mondiale un siècle plus tard, Cahiers d'Études Germaniques No 66, 1/2014.
- Verkörperungen des Dritten im Deutsch-Französischen Verhältnis. Die Stelle der Übertragung, Éditions Fink, Paderborn, 2018.  (ISBN 978-3-7705-6302-9)